# 莫鲁 (热尔省)
莫鲁（法語：Mauroux，法語發音：[moʁu]）是法国热尔省的一个市镇，属于孔东区。

## 地理
莫鲁（43°54'43"N, 0°48'37"E）面积9.96 平方千米，位于法国奧克西塔尼大區热尔省，该省份为法国西南部内陆省份，北起顺时针与洛特-加龙省、塔恩-加龙省、上加龙省、上比利牛斯省、大西洋比利牛斯省和朗德省接壤。
与莫鲁接壤的市镇（或旧市镇、城区）包括：马尔萨克、阿沃藏、卡斯泰龙、戈东维尔、圣克拉尔、圣克雷阿克。

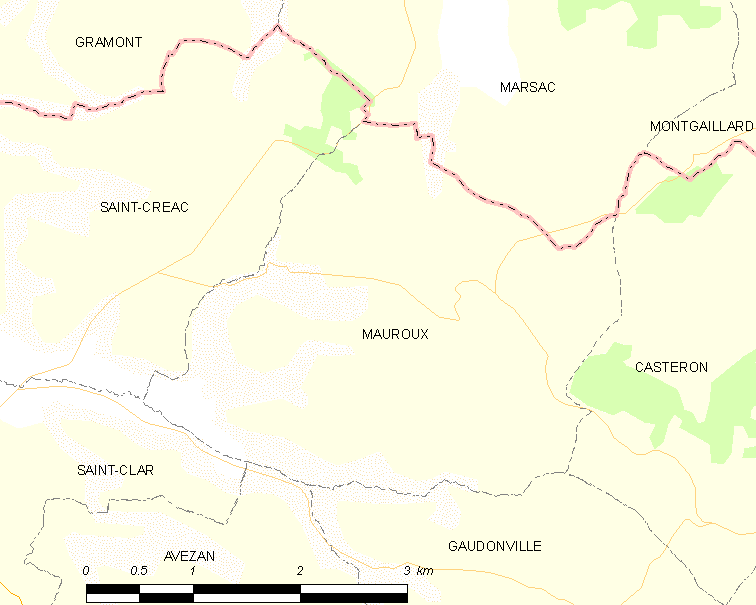
的OSM定位图

莫鲁的时区为UTC+01:00、UTC+02:00（夏令时）。

## 行政
莫鲁的邮政编码为32380，INSEE市镇编码为32248。

## 政治
莫鲁所属的省级选区为弗勒朗斯-洛马涅县。

## 人口

1962-2008年间人口变化图示

莫鲁于2022年1月1日时的人口数量为141人。